# Kapel Onze-Lieve-Vrouw van Milanen

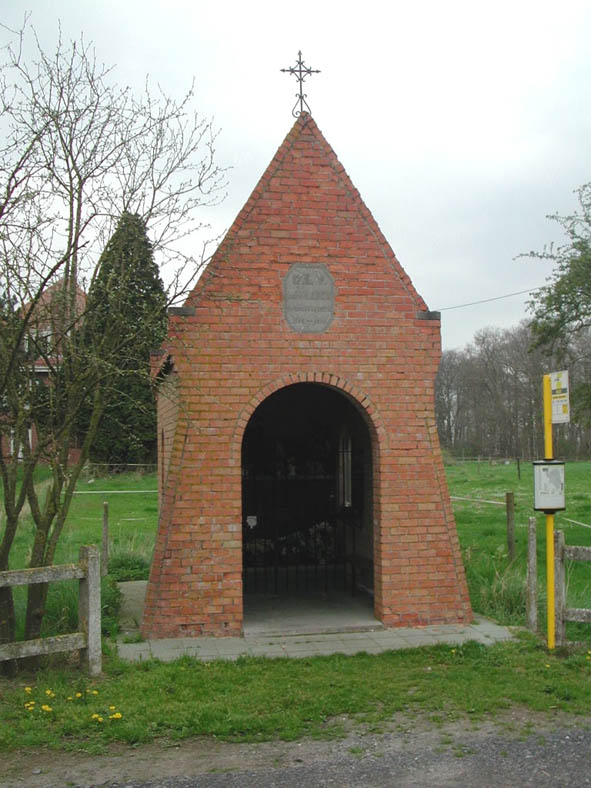
De kapel in 2006

De Kapel Onze-Lieve-Vrouw van Milanen is een kapel in de tot de West-Vlaamse gemeente Houthulst behorende plaats Merkem, gelegen aan de Melanedreef.

## Geschiedenis
Hoewel sommige auteurs beweren dat hier in de 12e eeuw al een kapel zou hebben gestaan, kwam de verering van Onze-Lieve-Vrouw van Milaan pas in de 17e eeuw tot stand. Zij werd aangeroepen door kinderloze gezinnen en door boeren voor de vruchtbaarheid van akkers en vee.
De kapel werd in de Franse tijd (einde 18e eeuw) vernield, werd na de Eerste Wereldoorlog en ook na de Tweede Wereldoorlog, herbouwd. De huidige kapel is een eenvoudig kapelletje in rode baksteen, onder zadeldak, getooid met een smeedijzeren kruis en inwendig een Maria-altaar dat door een metalen hek is afgescheiden van de betreedbare ruimte.